# Шемермучаш
Шеме́рмуча́ш (рос. Шемермучаш, марій. Шемъермучаш) — присілок у складі Новотор'яльського району Марій Ел, Росія. Входить до складу Старотор'яльського сільського поселення.

## Населення
Населення — 112 осіб (2010; 123 у 2002).
Національний склад (станом на 2002 рік):
- марійці — 96 %